# Борш, Руслан Витальевич
Русла́н Вита́льевич Бо́рш (укр. Руслан Віталійович Борш; род. 4 октября 1988, Запорожье) — украинский футболист, выступавший на позиции нападающего

## Биография
Воспитанник СДЮШОР запорожского «Металлуга». В турнирах детско-юношеской футбольной лиги Украины провёл за запорожцев 78 матчей, забил 46 голов. С 2005 года в составе взрослой команды «Металлурга», однако дебютировал в высшей лиге чемпионата Украины только 13 мая 2007 года, на 53-й минуте выездного матча против симферопольской «Таврии» заменив Драгана Перишича. До этого выступал преимущественно в турнире дублёров а также за «Металлург-2» во второй лиге. Через месяц после дебюта, уже 17 июня 2007 года отличился первым голом в высшем дивизионе, забитым в ворота донецкого «Шахтёра». Тем не менее, этот матч стал последним для Борша за основную команду «Металлурга». Следующий сезон игрок провёл снова в дубле и фарм-клубе запорожцев, а начиная с чемпионата 2008—2009 годов Борш отправился в аренду, выступая за ряд клубов низших лиг чемпионата Украины. В этот период самым продолжительным стало пребывание игрока в составе кременчугского «Кремня», с которым он выигрывал серебряные и бронзовые награды второй лиги.
В январе 2011 года игрок перешёл в бобруйскую «Белшину», однако уже в апреле того же года, не сыграв за белорусскую команду ни одного матча, Борш вернулся в «Кремень». По окончании сезона футболист перешёл в свердловский «Шахтёр», в котором задержался на последующие полтора года. Зимой 2014 года стал игроком криворожского «Горняка», а уже в летнее межсезонье подписал контракт с новокаховской «Энергией», в составе которой и провёл последнюю игру на профессиональном уровне. После этого выступал за любительские коллективы, в сезоне 2016/17 став обладателем бронзовых наград любительского чемпионата Украины в составе команды «Таврия-Скиф» из села Раздол

### Выступления в сборных
В 2003 году вызывался в юношескую сборную Украины, в составе которой провёл 3 матча в отборочном турнире чемпионата Европы. Также в 2007 году привлекался в студенческую сборную страны

## Достижения
- Бронзовый призёр Второй лиги Украины: 2010/11 (группа «Б»)
- Серебряный призёр Второй лиги Украины: 2009/10 (группа «Б»)
- Бронзовый призёр любительского чемпионата Украины: 2016/17 (группа 2)